# バニティ・フェア (1902年創刊のアメリカ合衆国の雑誌)

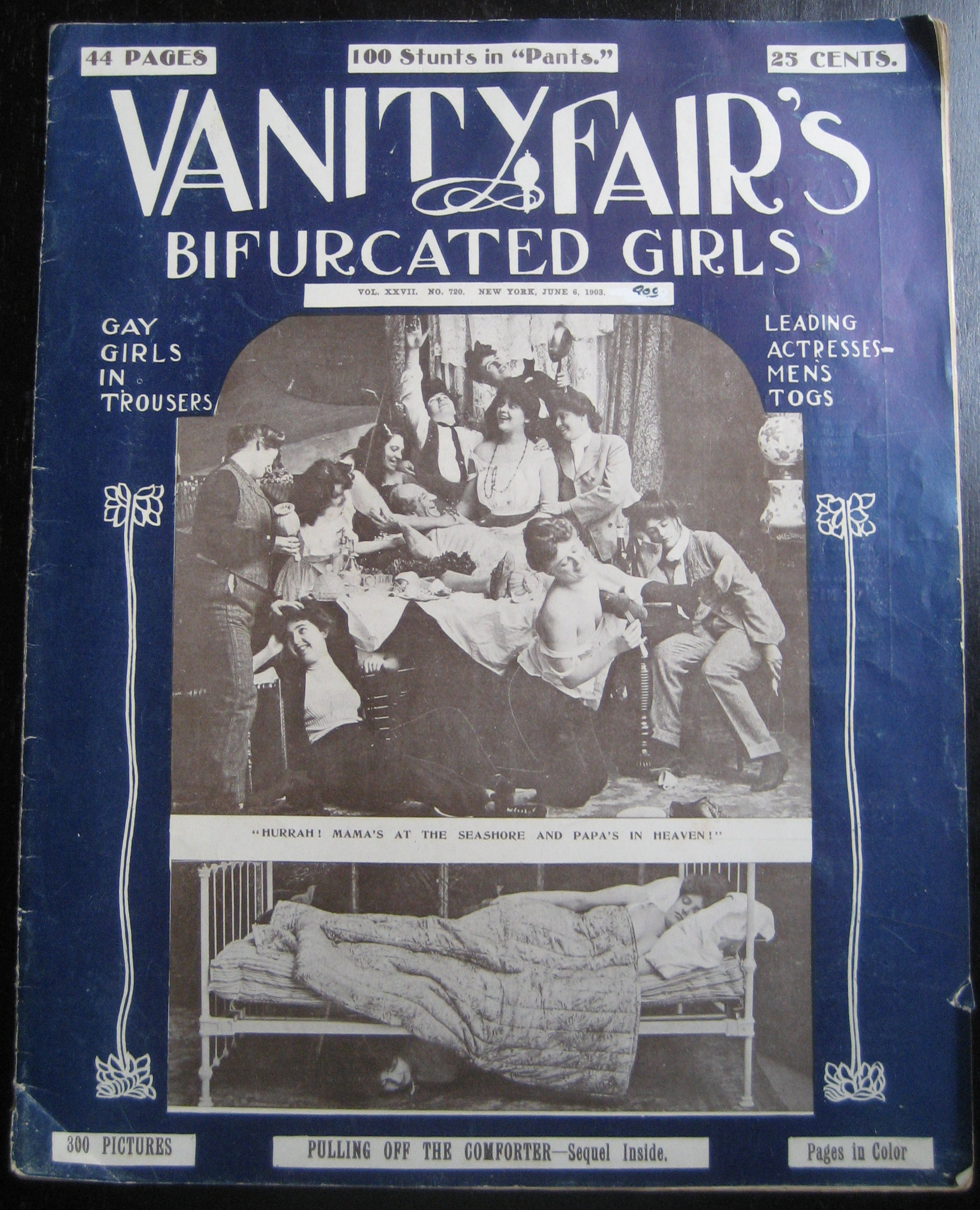
『バニティ・フェア』1903年6月6日号の表紙。

『バニティ・フェア (Vanity Fair)』とは、1902年から1904年にかけて刊行されていたアメリカ合衆国の週刊誌。
発行していたコモンウェルス出版社 (The Commonwealth Publishing Company) は、1902年に設立され、ニューヨーク市マンハッタン区の西42丁目110番地に所在していたが、1904年に破産した。
写真を多用する紙面構成をとっており、例えば「Bifurcated Girls」と題された特集を組んだ1903年6月6日号は、当時としては性的示唆を含んだ女性たちのペティコート姿での絡みなどの写真多数を掲載していた。
ダイアン・ハンソン (Dian Hanson) は、著書『History of Men's Magazines, Vol. 1』（2004年）において、この特集を含めて『バニティ・フェア』の内容に言及しており、同誌が当時としては「最もきわどい代物 (the raciest thing around)」であったと評している。